# فابیان گربر
فابیان گربر (انگلیسی: Fabian Gerber؛ زادهٔ ۲۸ نوامبر ۱۹۷۹) بازیکن فوتبال اهل آلمان است.
از باشگاه‌هایی که در آن بازی کرده‌است می‌توان به باشگاه فوتبال هانوفر ۹۶، باشگاه فوتبال او.اف.آی کرته، باشگاه فوتبال ماینتس ۰۵، باشگاه فوتبال فرایبورگ، باشگاه فوتبال اینگولشتات ۰۴، و باشگاه فوتبال سن پائولی اشاره کرد.
وی همچنین در تیم ملی فوتبال Germany Team 2006 بازی کرده‌است.